# القناة الصفراوية المشتركة
القناة الصفراوية المشتركة (الاسم العلمي: ductus choledochus) هي جزء تشريحي سبيه بالأنبوب في الجهاز الهضمي البشري. تتشكل من اتحاد من القناة الكبدية المشتركة وقناة المرارة. تجتمع بعد ذلك مع قناة المعثكلة لتشكيل أمبولة فاتر. هناك تحيط القناتين عاصرة عضلية اسمها عاصرة أودي.

## صور توضيحية

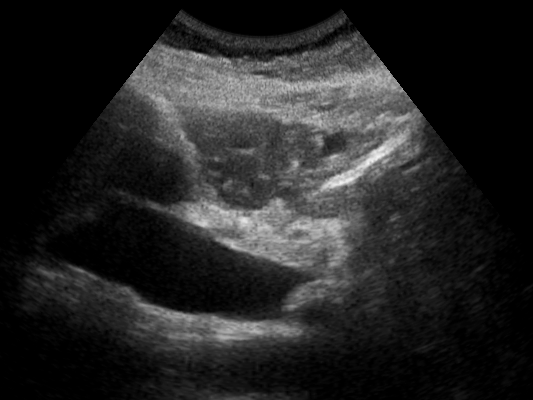
توسع القناة الصفراوية المشتركة بسبب ورم الأمبولي.
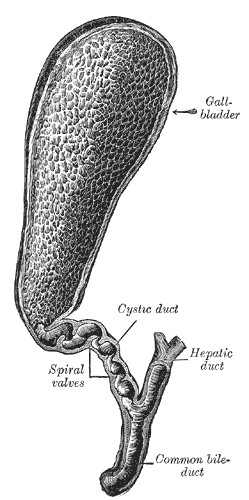
المرارة والقناة الصفراوية.
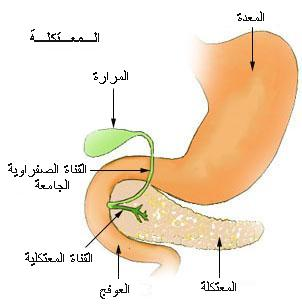
منطقة المعثكلة
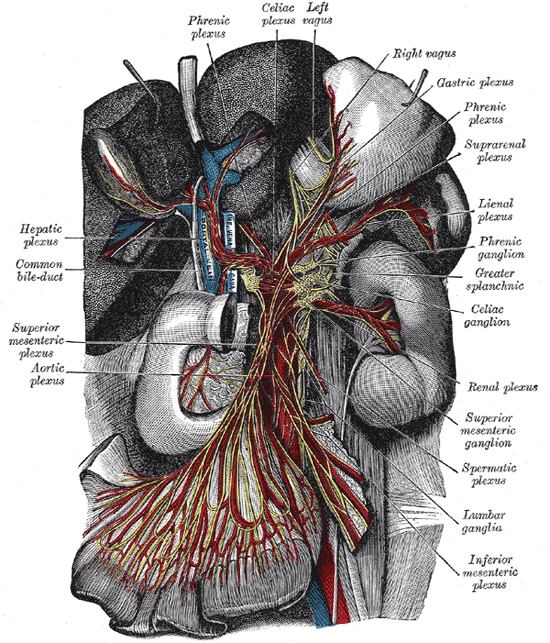
العقد الزلاقي والضفائر الودية في الأحشاء الرئيسية تنتشر من العقد.
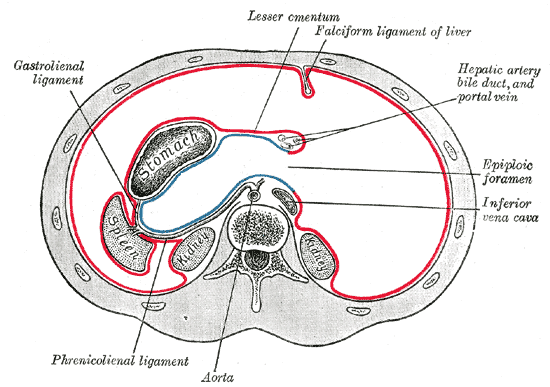
الوضع الأفقي للصفاق في الجزء العلوي من البطن.
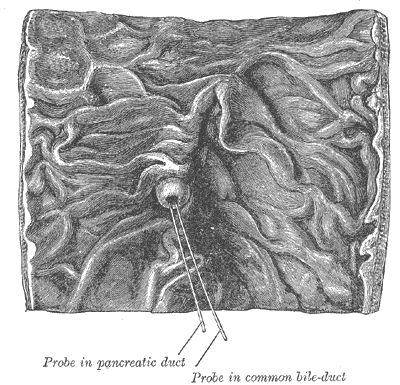
داخل جزء النازل من العفج، والتي تبين حليمة الصفراء.
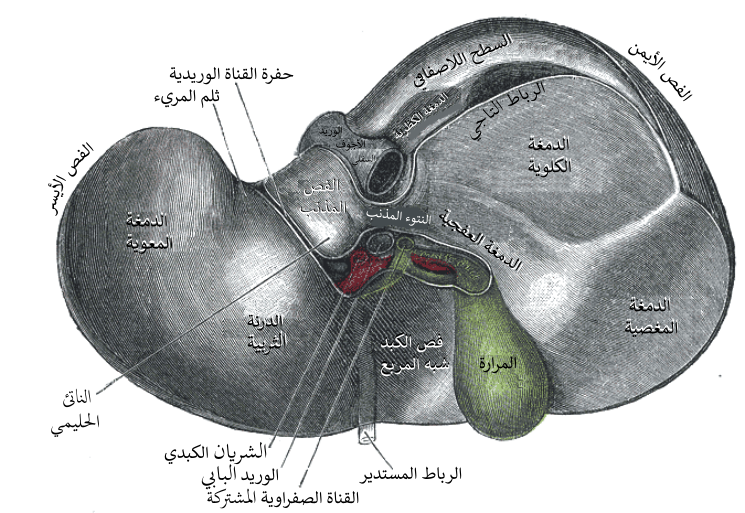
أدنى سطح الكبد.
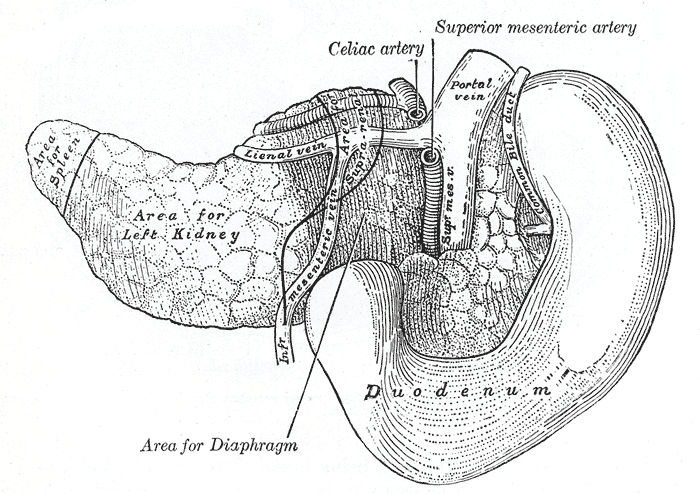
المعثكلة والاثني عشري من الخلف.
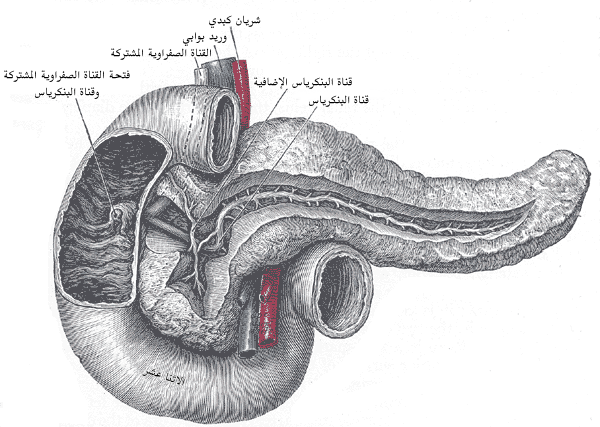
قناة المعثكلة.
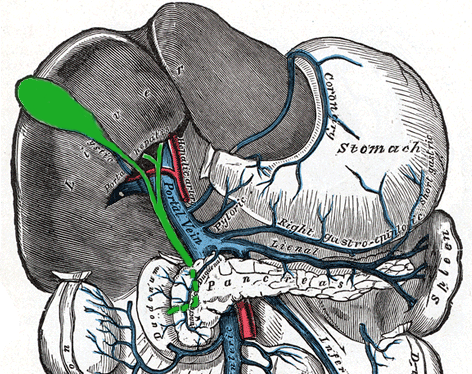
الوريد البابي وروافده.
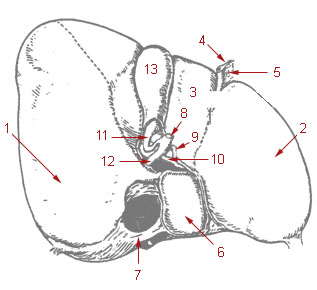
الكبد وكيس الصفراء